# Konflikt nad Ussuri

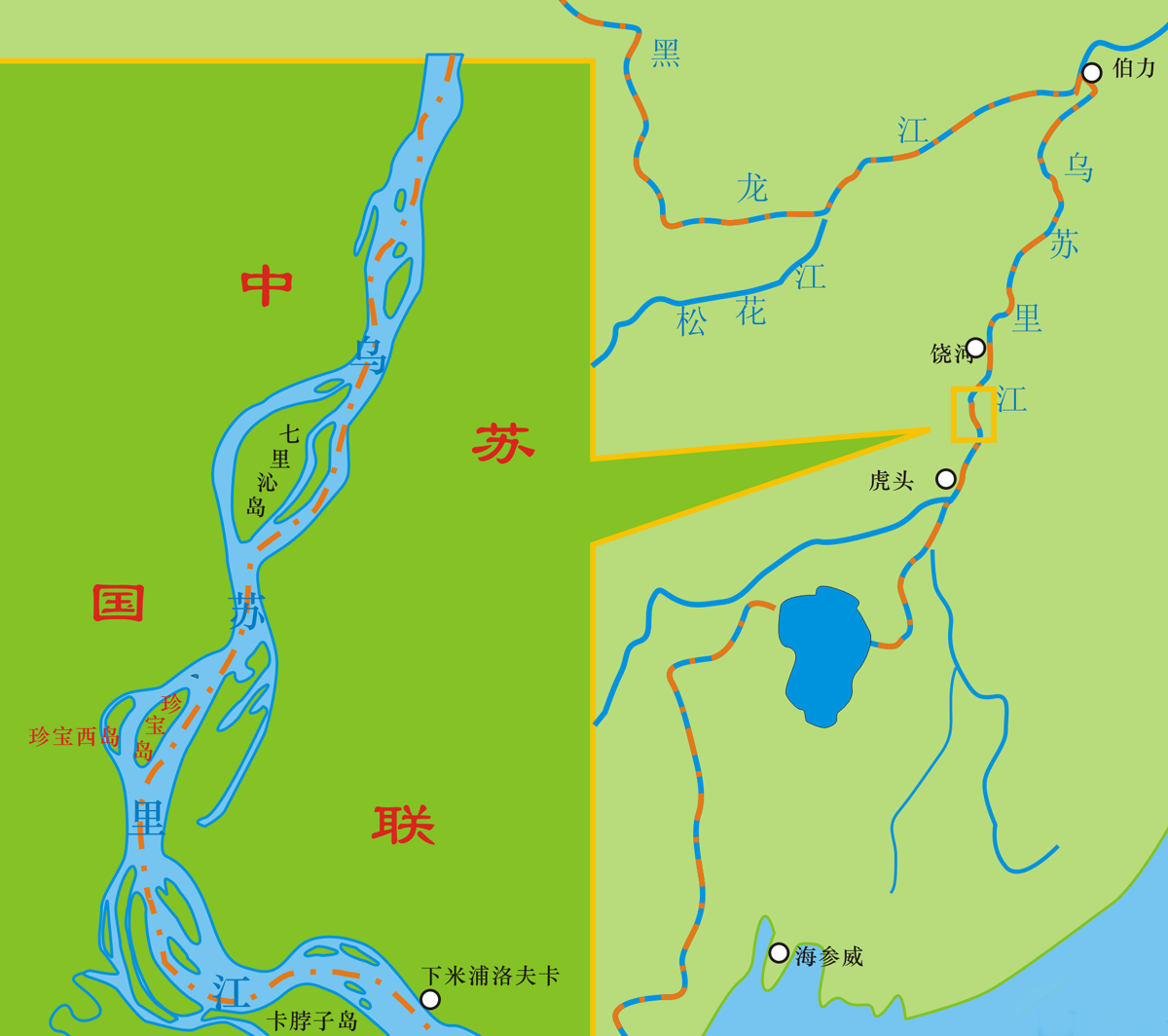
Mapa wyspy Damanskij

Konflikt nad Ussuri – konflikt zbrojny radziecko-chiński, który miał miejsce w 1969 roku.

## Historia
Po śmierci Józefa Stalina zarysowała się rywalizacja polityczna między ZSRR i ChRL, która przybrała na sile pod koniec lat 50. XX wieku (jedną z pierwszych jej oznak było chińskie poparcie dla Władysława Gomułki w momencie, gdy KPZR była skłonna do interwencji w Polsce). Od 1960 roku zaczęły się pojawiać wzajemne oskarżenia o rewizjonizm i odchylenia, wycofano większość specjalistów radzieckich z Chin. W lipcu 1964 roku Mao Zedong zgłosił pierwsze chińskie pretensje terytorialne wobec ZSRR (Kraj Nadmorski, Władywostok). W roku 1966 rozpoczęła się rewolucja kulturalna w Chinach, podczas której ogłoszono ZSRR wrogiem nr 2 (obok USA).
Od 23 stycznia 1969 roku zaczęły narastać incydenty graniczne nad rzeką Ussuri. Już wcześniej niewielkie oddziały chińskie wkraczały na skutą lodem rzekę, dochodziło do wymiany ognia z pogranicznikami radzieckimi w rejonie wyspy Zhenbao/Damanskij, rozrzucano materiały propagandowe, dochodziło do walk wręcz. Pogranicznicy radzieccy otrzymali zakaz używania broni, gdyż władze uznały, że eskalacja działań jest niepożądana.
2 marca 1969 roku doszło do pierwszego poważnego incydentu. Gdy grupa radzieckich pograniczników wyruszyła na Damanskij w celu przepędzenia ok. 30 chińskich żołnierzy ze spornej wyspy, Chińczycy otworzyli ogień z moździerzy i karabinów maszynowych, a z ukrytych wokół wyspy pozycji wyszły na pole walki siły liczące pół tysiąca żołnierzy. Zaskoczeni i szybko zdziesiątkowani radzieccy wojskowi bronili się przez ponad pół godziny, do czasu gdy przybyły posiłki wyposażone w transporter opancerzony BTR-60. Chińczycy zostali zmuszeni do wycofania półtorej godziny później. Spośród 56 radzieckich pograniczników poległo 31, a 14 odniosło rany.
Druga bitwa miała miejsce 15 marca rano, gdy chińska artyleria rozpoczęła ponowny atak na Damanskij, następnie kilkuset żołnierzy z 24 Pułku Piechoty Chińskiej Armii Ludowo-Wyzwoleńczej rozpoczęło szturm. Wyspy broniło 60 pograniczników, siły chińskie to 5000 żołnierzy. Od razu na pole walki skierowany został oddział posiłkowy radzieckich wojsk pogranicznych w sile 3000 mundurowych. Oddział posiłkowy, wsparty trzema czołgami T-62, zdołał przełamać linię atakujących, ale nie przyniosło to rozstrzygnięcia. O godz. 17:00 pozycje chińskie zostały ostrzelane przez samobieżne wyrzutnie BM-21 Grad, co spowodowało, że Chińczycy zostali powstrzymani. Po drugiej bitwie o wyspę Damanskij ZSRR podał liczbę 27 zabitych i 80 rannych, a straty chińskie oszacowano na 800 poległych. Chińczycy ogółem ocenili straty radzieckie na 250 żołnierzy i 17 pojazdów, zaś własne na 100 ludzi.
Konflikt ten rozszerzył się aż na pustynny teren Kazachskiej SRR, gdzie 13 sierpnia w okolicach Żałanoszkol w obwodzie semipałatyńskim granicę przekroczyło 300 chińskich żołnierzy. Po godzinnej bitwie Chińczycy wycofali się, ponosząc ciężkie straty. Sowieci poinformowali o 2 zabitych i 11 rannych. W ZSRR rozważano możliwość prewencyjnego ataku rakietowego na chińskie instalacje jądrowe. Walki chińsko-radzieckie trwały do końca kwietnia 1969 roku. Zginęło co najmniej 48 żołnierzy Wojsk Pogranicznych KGB i być może nawet 1000 walczących  Chińczyków.
Efektem ubocznym walk było zdobycie przez Chińczyków i przeanalizowanie nowych wzorów radzieckiego uzbrojenia, w szczególności czołgu T-62 uzbrojonego w działo gładkolufowe o dużej wówczas skuteczności.
We wrześniu 1969 roku doszło do spotkania premierów Aleksieja Kosygina i Zhou Enlaia i podjęto rokowania pokojowe, a układ kończący spory terytorialne podpisano 16 maja 1991 roku. W efekcie wyspa Damanskij przypadła Chinom. Incydenty zbrojne ustały.
Aż do upadku ZSRR na pograniczu z Chinami w rejonie wyspy Damanskij utrzymywano 7 dywizji pancernych, 34 zmechanizowane, 1 powietrznodesantową i 1 piechoty morskiej oraz 4 armie lotnicze. Chińczycy utrzymywali natomiast w regionie 70 dywizji, w tym 12 pancernych.
W grudniu 2004 roku Prezydent Rosji Władimir Putin wyraził wstępną zgodę na zwrot całego spornego terenu w rejonie ujścia Ussuri do Amuru, także Yinlong (Wyspy Srebrnego Niedźwiedzia, dla Rosjan – Wyspy Tarabarowa) i połowy Heixiazi (Wyspy Czarnego Niedźwiedzia, dla Rosjan – Wielkiej Wyspy Ussuryjskiej). Zwrócono go Chinom 20 lipca 2008 roku, a oficjalne przekazanie 340 km² nastąpiło 14 października.